# 15. Flieger-Division
Die 15. Flieger-Division war ein Großverband der Luftwaffe der Wehrmacht im Zweiten Weltkrieg. Sie wurde am 26. Januar 1945 in Flammersfeld aus Teilen des II. Jagdkorps gebildet. Sie war erst dem Luftwaffenkommando West und ab dem 1. April 1945 der Luftflotte Reich unterstellt. Die ihr unterstellten fliegenden Verbände sollten insbesondere die Heeresverbände der Heeresgruppe B der Westfront am mittleren Rhein unterstützen. Am 8. Mai 1945, nach der bedingungslosen Kapitulation der Wehrmacht, wurde sie aufgelöst.

## Divisionskommandeur
| Dienstgrad   | Name              | Datum                              |
| ------------ | ----------------- | ---------------------------------- |
| Generalmajor | Karl-Eduard Wilke | 26. Januar 1945 bis 30. April 1945 |
| Generalmajor | Walter Grabmann   | 30. April 1945 bis 8. Mai 1945     |

## Unterstellung
| Unterstellung           | von             | bis           |
| ----------------------- | --------------- | ------------- |
| Luftwaffenkommando West | 26. Januar 1945 | 1. April 1945 |
| Luftflotte Reich        | 1. April 1945   | Mai 1945      |

## Unterstellte Verbände
| Februar 1945 | |
| ------------ | --- |
| Februar 1945 | Flugbereitschaft/15. Flieger-Division; Teile des Kampfgeschwaders 2; Nachtschlachtgruppe 1; Nachtschlachtgruppe 2 |